# Voyage of the Acolyte
Voyage of the Acolyte — дебютный сольный альбом британского гитариста и композитора Стива Хэкетта. Издан в октябре 1975 года лейблами Charisma (Великобритания) и Chrysalis (США). Ремастирован и переиздан в 2005 году с добавлением двух бонус-треков.

## Об альбоме
Voyage of the Acolyte записан в июне—июле 1975 года, когда Хэкетт был участником группы Genesis, сразу после окончания концертного тура The Lamb Lies Down on Broadway.
В записи альбома принимали участие два других члена группы Genesis: Майк Резерфорд и Фил Коллинз, а также Джон Хэкетт, младший брат Стива.
По словам Хэкетта, он наслаждался свободой в написании песен и все больше разочаровывался в работе с группой. В одном из своих интервью он также сказал, что некоторые из композиций этого альбома, например, «Shadow of the Hierophant», репетировались Genesis во время работы над альбомом Foxtrot (1972).
Музыкальный критик Mike DeGagne назвал этот альбом настоящим шедевром прогрессивного рока, в котором Стив Хэкетт «использует своё музыкальное мастерство для создания воображаемых образов колдунов, магии и старинных английских замков». Он также отметил некоторое музыкальное влияние Yes, особенно в заключительной части композиции «Shadow of the Hierophant».

## Оформление обложки
Обложка альбома была создана бразильской художницей Ким Пур (Kim Poor), которая стала женой Хэкетта в 1981 году и создала большую часть обложек для его сольных альбомов. Обложка Voyage of the Acolyte была признана лучшей обложкой музыкальных альбомов в 1976 году, и оригинальная акварель Ким Пур экспонировалась в 1979 году в Лондоне (Thumb Gallery).

## Список композиций
Слова и музыка всех песен — Стив Хэкетт, если не указано иное.
| №  | Название                          | Автор(ы)                 | Длительность |
| -- | --------------------------------- | ------------------------ | ------------ |
| 1. | «Ace of Wands»                    |                          | 5:20         |
| 2. | «Hands of the Priestess, Part I»  |                          | 3:26         |
| 3. | «A Tower Struck Down»             | Стив Хэкетт, Джон Хэкетт | 3:45         |
| 4. | «Hands of the Priestess, Part II» |                          | 2:35         |
| 5. | «The Hermit»                      |                          | 4:47         |

| №  | Название                   | Автор(ы)                    | Длительность |
| -- | -------------------------- | --------------------------- | ------------ |
| 1. | «Star of Sirius»           |                             | 7:03         |
| 2. | «The Lovers»               |                             | 7:42         |
| 3. | «Shadow of the Hierophant» | Стив Хэкетт, Майк Резерфорд | 5:44         |

## Участники записи
- Стив Хэкетт — электрогитара, акустическая гитара, меллотрон, фисгармония, колокольчики, автоарфа, вокал на «The Hermit», спецэффекты
- Джон Хэкетт — флейта, синтезатор, колокольчики
- Майк Резерфорд — бас-гитары
- Фил Коллинз — ударные, вибрафон, перкуссия, вокал на «Star of Sirius»
- Джон Экок — синтезатор, меллотрон, фисгармония, фортепиано
- Салли Олдфилд — вокал на «Shadow of the Hierophant»
- Робин Миллер — гобой на «Star of Sirius», английский рожок на «The Hermit»
- Найджел Уоррен-Грин — виолончель «The Hermit»
- Перси Джонс[англ.] — бас-гитара на «A Tower Struck Down»
- Джон Густафсон — бас-гитара на «Star of Sirius»